# Paolo Cardozo
Paolo Daniel Cardozo (* 9. Juni 1989 in Montevideo, Uruguay) ist ein ehemaliger uruguayischer Fußballspieler auf der Position eines offensiven Mittelfeldspielers, der sowohl auf beiden Flügeln als auch als Stürmer eingesetzt werden konnte.

## Karriere

### Karrierebeginn in Argentinien
Nachdem er in Montevideo, der Hauptstadt Uruguays, geboren wurde, verbrachte Cardozo dort einen großen Teil seiner Kindheit, ehe es ihn und seine Familie ins Nachbarland Argentinien zog, wo seine Familie heute noch unter eher ärmeren Verhältnissen in Buenos Aires lebt. Dort begann er schließlich auch seine aktive Karriere als Fußballspieler, als er von der Jugendabteilung des argentinischen Traditionsklubs CA River Plate aufgenommen wurde. Beim international bekannten Ausbildungsverein verbrachte er einen beachtlichen Teil seiner Jugendkarriere, wobei er zumeist auf der Position eines zentralen bzw. offensiven Mittelfeldspielers ausgebildet wurde, aber bereits zu dieser Zeit vereinzelt als Stürmer zum Einsatz kam. Nach einer zum Teil recht erfolgreichen Zeit bei River Plate kam es im Jahre 2008 zu einer Auseinandersetzung zwischen Cardozo und einigen Verantwortlichen des Vereins, die ihn nicht für ein Probetraining bei einem französischen Zweitligisten freistellen wollten. Nach einer kurzen Vereinslosigkeit wechselte er im Jahre 2009 im Alter von nunmehr 19 Jahren zur Reservemannschaft des heutigen argentinischen Erstligisten Quilmes AC. In der zweiten Kampfmannschaft des Vereins etablierte sich der gebürtige Uruguayer, mitunter der Hilfe und Unterstützung von erfahreneren Spielern, wie z. B. dem Routinier Facundo Sava, rasch und avancierte dabei gar zu einem der torgefährlichsten Spieler im Kader. Dazu kamen auch noch zahlreiche Erfolge, die er mit der Reserve von Quilmes feierte. Durch seine stetig soliden Leistungen im Reserveteam durfte Cardozo bereits früh mit der Profimannschaft des Vereins mittrainieren und wurde schließlich am 31. Januar 2010 erstmals für ein Pflichtspiel in den Profikader geholt. Dabei gab er schließlich bei der 0:4-Auswärtsniederlage gegen Boca Unidos sein Profidebüt, als er in der 68. Spielminute für Mauricio Carrasco auf den Rasen kam. Das in der 20. Runde ausgetragene Spiel blieb auch das einzige in Cardozos Profikarriere bei Quilmes. Am Ende der Meisterschaft schaffte er mit dem Team als Zweitplatzierter mit 64 Punkten, sieben Punkte hinter Meister Olimpo de Bahía Blanca, den direkten Aufstieg in die Primera División.

### Wechsel in die Vereinigten Staaten
Bereits im Jahre 2010 machte sich ein Wechsel Cardozos in die USA bemerkbar. Dabei stand er allerdings noch in Kontakt mit dem MLS-Franchise Columbus Crew, bei denen er auch zum Probetraining angemeldet wurde. Nachdem es allerdings nicht mit einem Wechsel zur Crew klappte, wurde er kurz darauf Anfang des Jahres 2011 mit dem nächsten MLS-Franchise, Los Angeles Galaxy, in Verbindung gebracht. Bei diesem kam er schließlich in der Wintervorbereitungszeit bei verschiedenen Probetrainingseinheiten zum Einsatz. Durch eine neue Regelung, die erst im Dezember 2010 eingeführt wurde, durften so auch internationale Spieler, die nicht von einer Universität oder einem College kommen, an der Vorbereitung teilnehmen. Nach ansprechenden Leistungen in der Saisonvorbereitung wurde Cardozo am 13. Januar 2011 beim MLS SuperDraft 2011 in der ersten Runde als 16. Pick zu LA Galaxy gedraftet. Zuvor dachte Cardozo gar nicht daran von Galaxy, bei denen er in drei Testspielen zum Einsatz kam, aufgenommen zu werden und rechnete eher mit einem Draft zur Crew. Nach der Aufnahme in den Kader von LA Galaxy war Cardozo auch noch in zahlreichen weiteten Testspielen des Teams im Einsatz, wo er unter anderem in einigen Partien als Torschütze und Assistgeber erfolgreich war. Mitte Februar 2011 unterzeichnete er schließlich seinen Profivertrag bei Los Angeles Galaxy. Sein Ligadebüt gab er schließlich am 20. März 2011 bei einem 1:1-Heimremis gegen die New England Revolution, als er in der 63. Spielminute für Mike Magee eingewechselt wurde. Nachdem er 2012 schließlich zu Chivas wechselte, konnte er dort nicht überzeugen. Zunächst kam er zwar bis Juli des Jahres hin und wieder zum Einsatz. Anschließend wurde er in den letzten 14 Saisonspielen jedoch nicht mehr berücksichtigt. 2013 wechselte er zu CS Cartaginés nach Costa Rica und absolvierte dort 44 Erstligaspiele (kein Tor) und vier Partien (kein Tor) der CONCACAF Champions League. 2014 gewann er mit dem Klub die Copa Costa Rica. Seit August 2016 gehörte er dem Kader der LA Wolves FC an.

## Erfolge
Quilmes AC
- 1× Aufstieg in die argentinische Primera División: 2009/10

CS Cartaginés
- Copa Costa Rica: 2014